# Manja Pograjc
Manja Pograjc, slovenska smučarska skakalka, * 20. januar 1994, Zagorje.
Manja Pograjc je od sezone 2007/08 tekmovala v kontinentalnem pokalu. Najboljšo skupno uvrstitev je dosegla v sezoni 2008/09 s 30-im mestom, posamično pa z enajstim mestom v isti sezoni. Leta 2008 je na svetovnem mladinskem prvenstvu osvojila osmo mesto na posamični tekmi.